# Henco Venter
Pour les articles homonymes, voir Venter.
Pas d'image ? Cliquez ici

a Compétitions nationales et continentales officielles uniquement.

Dernière mise à jour le 5 avril 2025.
Henco Venter, né le 27 mars 1992 à Bloemfontein (Afrique du Sud), est un joueur sud-africain de rugby à XV jouant aux postes de troisième ligne aile ou troisième ligne centre aux Glasgow Warriors.
Son oncle, Ruben Kruger, est un ancien joueur international sud-africain de rugby à XV.

## Biographie

### Jeunesse et formation
Henco Venter naît à Bloemfontein en Afrique du Sud. Son oncle est Ruben Kruger, ancien joueur international sud-africain de rugby à XV et champion du monde en 1995.
Durant sa jeunesse, il joue pour les Free State Cheetahs et intègre ensuite les équipes de jeunes des Cheetahs.

### Carrière professionnelle
Henco Venter fait ses débuts professionnels avec les Free State Cheetahs durant la Currie Cup 2012, contre les Eastern Province Kings.
En 2014, il fait ses premières apparitions en Super Rugby avec les Cheetahs à partir de la 18e journée en étant sur la feuille de match face aux Sharks. Il fait finalement ses débuts dans la compétition une semaine plus tard contre les Lions. Il prolonge ensuite son contrat avec les Free State Cheetahs jusqu'à la fin de l'année 2015.
En 2016, il participe à la finale de la Currie Cup remportée 36 à 16 contre les Blue Bulls,.
Durant l'année 2018, il s'engage avec les Toshiba Brave Lupus, où il fait un court passage, puis fait son retour à Bloemfontein,. À son retour, en 2019, il remporte de nouveau la Currie Cup avec les Free State Cheetahs, battant cette fois les Golden Lions 31 à 28 en finale.
Après cette victoire, il s'en va aux Sharks et Natal Sharks de Durban. Avec cette dernière équipe, il perd la finale de la Currie Cup 2021 contre les Blue Bulls.
Face à de nombreuses absences en troisième ligne, il est recruté par les Glasgow Warriors en début de saison 2023-2024 pour compenser les absences de Rory Darge, Matt Fagerson, Jack Dempsey et Scott Cummings, partis à la Coupe du monde. Dès sa première saison, il s'impose dans sa nouvelle équipe et participe à 22 matchs toutes compétitions confondues. Il est aussi titulaire lors de la finale du United Rugby Championship remportée 21 à 16 face aux Bulls,.
Avant la reprise de la saison 2025-2026, il rejoint la France et le CA Brive,.